# Rauert & Pittius

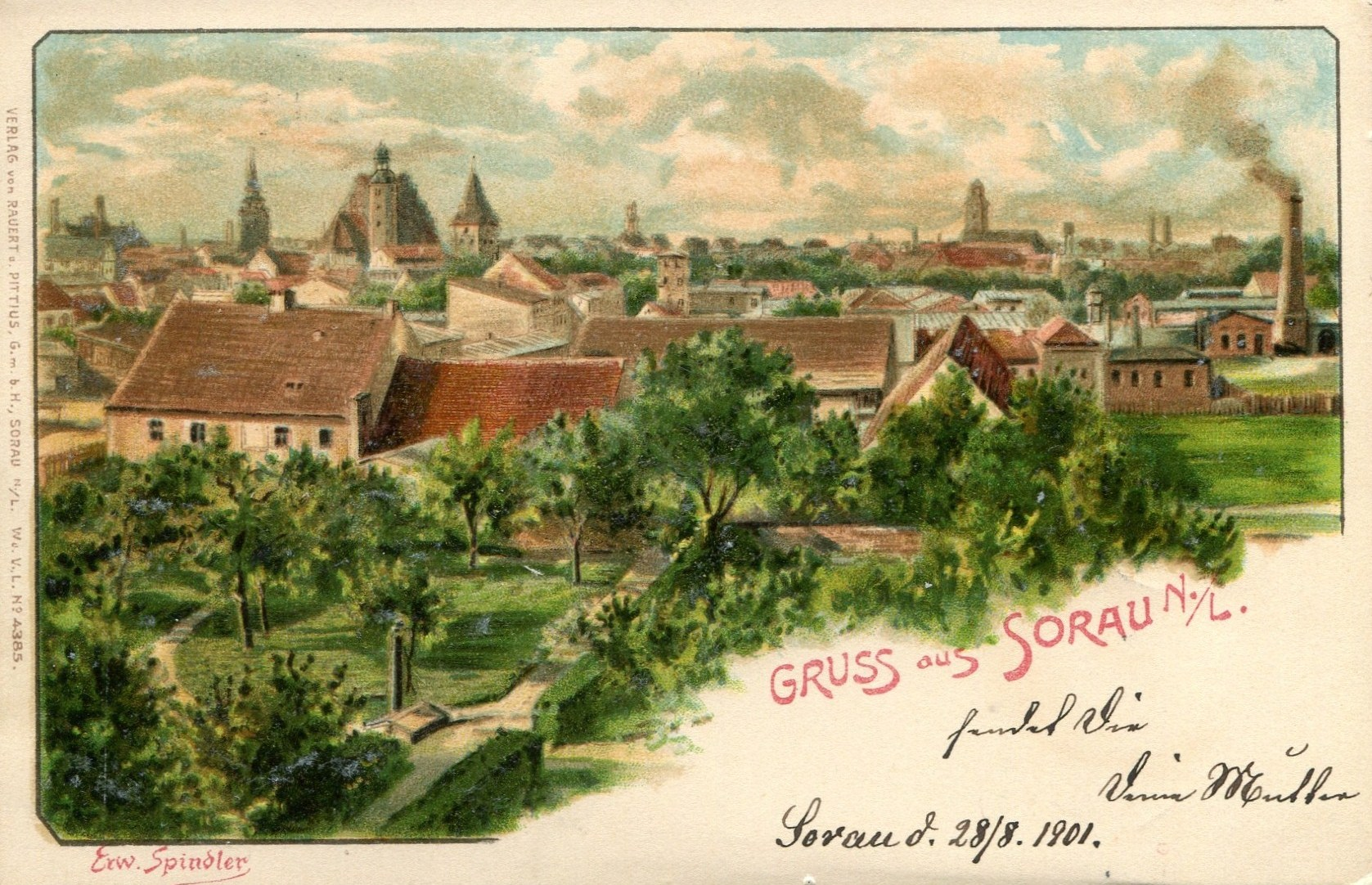
Ansichtskarte aus der Druckerei Rauert & Pittius

Rauert & Pittius war eine Druckerei und  ein Verlag in Sorau in der Niederlausitz von 1811 bis 1944.

## Geschichte
Am 8. Januar 1811 gründete der junge Buchdrucker Johann Daniel Rauert (1787–1847) die Wochenzeitung Niederlausitzischer Anzeiger in Sorau, aus dem  später das Sorauer Wochenblatt wurde, als einzige wichtige Zeitung des Kreises Sorau.
In seiner Druckerei verlegte er danach auch einige wenige weitere Publikationen wie Johann Gottlob Worbs Die Herrschaften Sorau und Triebel (1826),  einen Almanach, und das Sorauer Kreisblatt (seit 1843).
Nach seinem Tod 1847 trat ein neuer Eigentümer weiter als J. D. Rauert auf, mindestens bis 1854.  
1888 war Robert Rauert der Besitzer der Druckerei J. D. Rauert, er gründete außerdem kurzzeitig einen kleinen Verlag Rocco & Rauert in Leipzig.
Etwa seit 1899 hieß das Unternehmen  Pittius & Rauert.
Danach entwickelte er sich zum  wichtigsten Verlag  im Kreis Sorau, in dem  mehrere Zeitschriften, Veröffentlichungen von Organisationen, Sachbücher vor allem zur regionalen Kultur, einige wenige belletristische  Bücher, sowie Kalender, Ansichtskarten und weiteres herausgegeben wurden.
1943 war Kurt Pittius Vorstandsmitglied der Rauert & Pittius A.-G. Bis 1944 erschien dort das Sorauer Tageblatt und  weitere Drucke.
1945 wurde der Verlag aufgelöst, die Stadt Żary gehört seitdem zu Polen.